# Cierva C. 1
La Cierva C. 1 était un autogire expérimental construit par Juan de la Cierva en Espagne, en 1920, le précurseur de sa série à succès d'autogires. Le C. 1 a été créé en prenant le fuselage d'un aéronef Deperdussin à voilure fixe et en y montant l'arbre, muni de deux rotors coaxiaux contrarotatifs. Lors de l'essai, le C. 1 a refusé de décoller, ce que Cierva imputa à l'interférence entre les deux ensembles de rotors qui pour chaque ensemble tournaient à une vitesse différente. Il envisage la possibilité de relier mécaniquement les rotors, mais a rejeté l'idée en raison du poids et de la complexité, ces modèles suivant présenteront alors un unique rotors principal. En dépit de son incapacité à voler, le C. 1 a démontré le principe de l'autorotation dans un avion de dimensions normales pour la première fois.